# Jaume Massó i Cartagena
Jaume Massó i Cartagena (Ribes de Freser, Ripollès, 1953) és un geògraf i cartògraf català.
Es va llicenciar en Geografia a la Universitat de Barcelona (UB) i durant la seva trajectòria professional ha estat vicepresident i membre fundador de l'Associació de Geògrafs Professionals de Catalunya (AGPC), membre de la Comissió de Toponímia de Catalunya i de la Comissió d'Infraestructures i Comunicacions de la Comunitat de Treball dels Pirineus. També ha ocupat diversos càrrecs a l'ICGC, del qual s'ha convertit, finalment, en el seu director. També s'ha ocupat de la direcció cartogràfica de l'Atles Universal Català, així com de la direcció tècnica de l'Atles Universal Planeta.
Durant la seva trajectòria científica, el 1991 fou membre del Consell Científic Assessor del Primer Congrés Català de Geografia, el 1994 va intervenir en el seminari L'evolució de la cartografia a Catalunya al segle XX i el 2008 va col·laborar en el Segon Congrés Català de Geografia presentant una comunicació sobre la delimitació municipal de Catalunya.
Finalment, el febrer del 2017 Jaume Massó és nomenat nou director de l'ICGC, substituint a Jaume Miranda i Canals, que fou el director des de la seva creació fins aleshores.